# Потери в войне в Грузии (2008)

## Людские потери
13 августа в России, Южной Осетии и Грузии был объявлен траур по погибшим в ходе конфликта.

### Абхазия

#### Официальные данные
Во время штурма Кодорского ущелья абхазские силы сопротивления, по собственным данным потеряли 1 человека убитым и 2 — ранеными.

#### Другие данные
По информации одного из грузинских блогеров, во второй половине дня 9 августа на подступах к Кодорскому ущелью подразделениями Грузии было отражено две атаки противника, при этом погибло 9 абхазских и 7 российских военнослужащих.

### Южная Осетия

#### Официальные данные
- К вечеру 8 августа появились предварительные данные о жертвах: как заявил в интервью информагентству «Интерфакс» президент непризнанной республики Эдуард Кокойты, жертвами нападения грузинских войск на Южную Осетию стали свыше 1400 человек[4]. Утром 9 августа официальный представитель южноосетинского правительства Ирина Гаглоева сообщила о 1600 погибших[5]. Вечером 9 августа посол России в Грузии Вячеслав Коваленко заявил, что погибло не менее 2000 жителей Цхинвали (около 3 % населения Южной Осетии)[6].
- 11 августа официальный представитель МИД РФ Борис Малахов сообщил, что по уточнённым данным в зоне конфликта погибли примерно 1600 мирных граждан[7].
- Данные об ограниченном числе раненых подтверждены управлением информации МЧС: 12 августа они сообщили, что в лечебных учреждениях Северной Осетии находятся 178 пострадавших от военных действий, в том числе 13 детей[8][9]. По информации руководителя Федерального медико-биологического агентства Владимира Уйбы, среди детей «нет тяжелораненых», имелись «касательные ранения, а также осколочные ранения, но преобладают соматические заболевания и психологические травмы»[10].
- 16 августа министр внутренних дел Южной Осетии Михаил Миндзаев заявил, что окончательное число погибших ещё нет, но уже ясно, что погибло более 2100 человек[11].
- Итоговые официальные данные были сообщены 20 августа; по словам Ирины Гаглоевой, всего в ходе войны Южная Осетия потеряла 1492 человека погибшими[12]. При этом в прокуратуре Южной Осетии сообщили 20 августа, что «в результате вооруженной агрессии <была> установлена и задокументирована» гибель 69 жителей Южной Осетии, включая трёх детей. По словам сотрудников прокуратуры, этот список будет расти, так как в нём не учтены погибшие в сельских районах[13].
- 20 августа замглавы Следственного комитета при прокуратуре РФ Борис Салмаксов заявил, что пока невозможно точно установить число погибших в Цхинвали. По его словам, возможность определить число погибших появится «только тогда, когда будут допрошены все беженцы, которые находятся, кроме Владикавказа, в различных регионах Южного федерального округа, и по стране разъехались, и за границу уехали». Он заявил, что СКП располагает данными о 133 погибших[14], добавив, что многие захоронения, оставшиеся в Южной Осетии после нападения Грузии, не вскрыты[15].
- 22 августа вице-спикер парламента Южной Осетии Торзан Кокойти заявил, что число погибших в Южной Осетии в результате агрессии Грузии, по предварительным данным югоосетинского МВД, составило 2100 человек[16].
- 28 августа генеральный прокурор Южной Осетии Теймураз Хугаев заявил: «на 28 августа мы имеем данные о 1692 людях — погибших и 1500 раненых в результате грузинской агрессии»[17].
- 5 сентября глава Следственного комитета при прокуратуре РФ А. И. Бастрыкин заявил, что следователями комитета задокументирована гибель 134 мирных граждан[18].
- 17 сентября генеральный прокурор Южной Осетии Таймураз Хугаев сказал в интервью о 1694 погибших в войне, включая 32 военнослужащих и сотрудника МВД республики[19].
- 3 июля 2009 года глава Следственного комитета при прокуратуре РФ А. И. Бастрыкин заявил, что "жертвами геноцида" стали 162 мирных жителя и 255 получили ранения[20], однако это не окончательные данные[21].

Войска Южной Осетии потеряли две БМП-2 в битве за Цхинвали.

#### Другие данные
Представители международной правозащитной организации Human Rights Watch во Владикавказе поставили под сомнение заявления осетинских властей о числе погибших. По словам представителя организации Татьяны Локшиной, данные об огромном числе убитых не подтверждаются фиксируемым количеством раненых. Локшина отмечает, что «С утра 9 августа по вечер 10 августа [в госпиталь] в общей сложности поступило 52 раненых. При этом 90 % этих раненых — военнослужащие, 10 % — гражданское население. Мы не пытаемся утверждать, что эта статистика является репрезентативной, но руководство госпиталя сообщает, что раненые проходят именно через них». По её словам, официальные данные о количестве убитых не подтверждаются и свидетельскими показаниями беженцев из Цхинвали, прибывших в Северную Осетию после окончания боёв в этом городе. Как рассказала радиостанции «Эхо Москвы» сотрудник организации, на 14 августа в центральной больнице Цхинвали было зарегистрировано менее 50 погибших и 273 раненых (среди раненых большинство — военные). В Human Rights Watch подчеркнули, что эти данные не включают число погибших в различных сёлах рядом со Цхинвали. Вместе с тем, представитель организации 14 августа в интервью REGNUM сказала: «Но мы общались и с жителями, которые хоронили убитых во дворах, огородах… С учётом этого, цифры, названные нам врачами — 273 раненых и 44 убитых — не являются исчерпывающими». Также, в этой связи необходимо отметить, что единственная больница Цхинвали была разрушена 8 августа грузинскими войсками. Шквальный огонь грузинских войск по больнице сильно ограничивал возможность подвозить туда раненых.
По информации Human Rights Watch, значительная часть погибших жителей Южной Осетии составили вооружённые ополченцы, которых нельзя учитывать в качестве жертв среди гражданского населения. Однако по мнению директора Московского бюро по правам человека Александра Брода, Human Rights Watch значительно занижает цифры погибших. По его словам, некоторые зарубежные организации умалчивают о жертвах и разрушениях в Южной Осетии: «Либо это молчание, либо как со стороны „Хьюман Райс Вотч“ явно заниженная цифра погибших (они говорят, что погибло 44 человека). В Цхинвале нам показали целую улицу, где ещё не разобраны завалы, под которыми тела мирных жителей, которые спали, успокоившись обещаниями Саакашвили не начинать военные действия». 29 августа комиссар по правам человека Совета Европы Томас Хаммарберг также предположил, что цифры Human Rights Watch занижены: «Я не хотел бы политизировать дискуссию вокруг жертв конфликта, но, во всяком случае, число погибших, видимо, больше, чем число точно установленных жертв, которое приводилось некоторыми организациями, например, Human Rights Watch»; он отметил: «многие сообщения говорят о том, что люди хоронили погибших в своих домах, в своих городах из-за проблем с разлагающимися телами».
4 сентября «Общественная комиссия по расследованию военных преступлений в Южной Осетии и помощи пострадавшему гражданскому населению» опубликовала список погибших в количестве 310 человек с указанием ФИО, возраста, причины гибели и места захоронения. Данный список являлся неокончательным и пополнялся по мере установления точной информации о лицах, чья судьба установлена недостоверно, или есть надежда, что люди живы; на 28 октября список составил 365 человек. В то же время «Общественная комиссия по расследованию военных преступлений в Южной Осетии и помощи пострадавшему гражданскому населению» оказалась недоступна для работников HRW и Мемориала, которые пытались выйти на контакт с ними для уточнения подробностей.
Агентство Регнум опубликовало свой поимённый список погибших в ходе боевых действий. Ссылаясь на информацию собственной проверки, агентство поставило под сомнение 8 пунктов этого списка. 5 человек из списка по информации агентства погибли до августовских событий. Ещё по 3 людям агентство смутило отсутствие их фамилий в списке погибших для данного села (Хетагурово). По состоянию на 4 сентября 2008 года список агентства Регнум содержал 311 имён погибших.
Однако пофамильный список погибших остаётся единственной возможность посчитать настоящее количество погибших, основываясь на проверяемых данных. По этому поводу член ПЦ Мемориал А. Черкасов говорил: «Можно составлять поименные списки, и только поименные списки могут дать нам эту цифру».
10 ноября блоггер Jason Bush на сайте журнала «Business Week» заявлял, что по подсчётам правозащитной организации Human Rights Watch (HRW) в результате нападения Грузии погибло от 300 до 400 мирных жителей Южной Осетии. Он также заявил, что HRW «опровергла утверждения, во время конфликта широко распространявшиеся в западных СМИ и Интернете, о том, что она изначально насчитала в Южной Осетии всего 44 погибших».
По данным, собранным на основе фотографий и видео из открытых источников исследовательской группой «Oryx», Южная Осетия потеряла 1 танк Т-55, 2 ББМ, 1 САУ «Гвоздика» и 4 единицы автомобильной техники.

### Россия

#### Официальные российские данные
По предварительной информации заместителя начальника Генштаба ВС РФ генерал-полковника Анатолия Ноговицына, на 13 августа потери российских военнослужащих насчитывали 74 человека погибшими, 19 пропавшими без вести, 171 — ранеными.
Минобороны РФ 12 августа заявило, что боевые задачи в Южной Осетии выполняли только контрактники, а военнослужащие срочной службы не участвуют в боях, но представитель ГОМУ ГШ ВС РФ сообщил, что в боях участвовало незначительное количество военнослужащих срочной службы.
Новые данные были обнародованы 3 сентября главным военным прокурором РФ С. Н. Фридинским; согласно им, потери российских военнослужащих составили 71 человека погибшими и 340 — ранеными. В списке погибших российских военных российского агентства Регнум на одну фамилию больше, чем в официальных цифрах.
На середину 2009 года официальная информация о потерях российских войск в ходе войны остаётся противоречивой. В феврале заместитель министра обороны генерал армии Николай Панков заявил, что погибли 64 военнослужащих (согласно пофамильному списку), 3 пропали без вести и 283 получили ранения. Однако в августе заместитель министра иностранных дел Григорий Карасин сообщил о 48 погибших и 162 раненых. Причины такого расхождения в цифрах неизвестны.

#### Награждённые военнослужащие
Российская сторона также сообщала о присвоении звания Героя Российской Федерации и награждении орденами (посмертно) следующих офицеров и военнослужащих:
1. полковник Игорь Ржавитин [46].
2. майор Денис Ветчинов[47];
3. майор Владимир Едаменко ;
4. старший лейтенант Сергей Шевелёв[48];
5. старший лейтенант Алексей Пуцыкин
6. младший лейтенант Виталий Нефф;
7. сержант Антон Горьковой(орден Мужества)[49]
8. сержант Вадим Яско(орден Мужества)[50]
9. рядовой Раушан Абдуллин (Герой Российской Федерации, посмертно)
10. рядовой Александр Шмыгановский(орден Мужества)[51];
11. рядовой Егор Кузякин (орден Мужества)[52];
12. рядовой Антон Марченко [53]
13. рядовой Венер Шагимарданов («За отвагу»)[54]
14. рядовой Сергей Кононов (орден Мужества)[55]

#### Другие данные
По данным Грузии, Россия существенно занизила свои потери. Так 12 августа президент Грузии Саакашвили заявил, что ВС Грузии уничтожили 400 российских солдат.
Грузинское информационное агентство «Медианьюс» распространяло сведения о потерях среди российских военнослужащих и техники, многократно превышающем данные о потерях, озвученные как российской стороной, так и официальными лицами Грузии: «В результате боев в Цхинвальском регионе российская 58-я армия потеряла 1789 солдат, 105 танков, 81 боевую машину, 45 бронетранспортеров, 10 устройств „Град“ и 5 устройств „Смерч“». Грузинский веб-сайт «Наша Абхазия» 12 августа, ссылаясь на неназванные российские источники, указывал на большое количество убитых людей в Цхинвале, из чего некие так же неназванные комментаторы газеты сделали выводы, что это свидетельствует «об огромных потерях российской армии и т. н. „добровольцев“». Издание для этой статьи использовало броский заголовок: «В Грузии так много трупов русских солдат, что их не везут в Россию».
По данным «Независимой газеты», Пятидневная война обошлась России примерно в 12,5 млрд рублей, в ежедневных расходах в 2,5 млрд рублей.

### Грузия

#### Официальные данные Грузии
10 августа источник в грузинском правительстве сообщил, что на этот момент с начала конфликта погибло 130 граждан страны, ещё 1165 ранено. В это число входят и военные, и мирные жители, погибшие на территории Грузии в результате российских авианалётов.
13 августа, после завершения боевых действий, министр здравоохранения Грузии Сандро Квиташвили сообщил, что за время конфликта погибло 175 граждан страны, эти данные не являются окончательными.
19 августа была обнародована следующая официальная статистика потерь:
- Министерство обороны — 133 погибших, 70 пропавших без вести, 1199 раненых
- Министерство внутренних дел — 13 погибших, 209 раненых
- Гражданское население — 69 погибших, 61 раненый

Итого погибло 215, пропало без вести 70 и ранено 1469 граждан страны.
15 сентября данные о потерях были уточнены: сообщалось о гибели 154 военнослужащих МО, 14 сотрудников МВД и 188 мирных жителей; кроме того, тела 14 погибших военнослужащих не найдены. С учётом новых данных потери Грузии составляют 356 человек погибшими.
Грузия официально опубликовала поимённые списки погибших.
- Список убитых гражданских лиц на грузинском языке[66]. В русскоязычных блогах имеются любительские переводы с грузинского на русский язык[67][неавторитетный источник], в списке указаны имя, фамилия, населенный пункт. Всего в списке 228 человек, напротив 62 фамилий числится знак «информация проверяется».
- Список погибших военных и полицейских: официальный поимённые список опубликован 25 сентября на английском языке[68].

По мере поступления новой информации списки уточняются. Всего в этом списке 169 человек.
- Таким образом, общее число убитых согласно официальным спискам погибших, равно 397, при этом 62 смерти официально не подтверждены. Данные о части убитых не могут быть перепроверены из-за отсутствия возможности грузинским официальным лицам работать на территории, контролируемой де-факто властями ЮО и российскими военными.

#### Другие данные
Журналисты российской газеты «Коммерсантъ», находившиеся в Тбилиси 11 августа, цитировали неназванного офицера грузинской армии, по словам которого его подразделение только в госпиталь в Гори доставило почти 200 убитых грузинских солдат и офицеров из Южной Осетии.
Некоторые российские СМИ обвиняли Грузию в существенном занижении понесённых потерь, на части российских информационных порталов публиковались мнения экспертов об огромных потерях среди грузинских военнослужащих. По предположениям российских военных экспертов, высказанным в информационной программе «Вести» на телеканале «Россия» 15 августа, потери грузинской армии могли составить 1,5-2 тысячи человек убитыми и до 4 тысяч ранеными. 15 сентября не названный источник в российской разведке заявил, что в ходе войны Грузия потеряла около 3000 сотрудников силовых структур. В СМИ также появилась информация, что грузинские вооружённые силы не принимают действий для вывоза трупов погибших грузинских солдат из Цхинвальского района, а также о том, что часть погибших грузинских военнослужащих была захоронена без идентификации личности в братских могилах. Всё это вызвало предположения в некоторых СМИ о том, что грузинская сторона несколько занижает свои военные потери. Как неподтверждённые данными из независимых источников, эти сообщения остаются лишь предположениями.

### Пострадавшие среди журналистов
- 8 августа:
  - Убиты огнём осетинских ополченцев Александр Климчук (сотрудничал с ИТАР-ТАСС, Русский Newsweek) и Григол Чихладзе[75][76].
  - В том же инциденте были ранены журналисты грузинской англоязычной газеты «The Messenger» Теймураз Кигурадзе и Уинстон Фезерли (гражданин США)[75][76].
- 9 августа:
  - Ранен Пётр Гассиев, продюсер телекомпании НТВ, попав под обстрел в окрестностях Цхинвали[77].
  - Ранены военный корреспондент телеканала «Вести» Александр Сладков, оператор Леонид Лосев и видеоинженер Игорь Уклеин[78], попав под обстрел, когда корреспондент и его группа сопровождали двигающуюся в направлении Цхинвали колонну 58-й армии[79].
  - В том же боестолкновении ранен грузинскими войсками специальный корреспондент «Комсомольской правды» Александр Коц, ехавший в составе боевой колонны 58-й армии и оказавшийся в центре боя[76][80][81].
- 10 августа:
  - В Цхинвали ранен турок Гурай Ирвин Секинц и ещё один турецкий журналист[75][82][83].
- 12 августа:
  - Утром в результате бомбардировки кассетными бомбами главной площади г. Гори перед зданием городской администрации погиб голландский журналист — документальный кинооператор, 39-летний Стан Сториманс (телеканал RTL-2), и ранен его коллега Йерун Аккерманс[84][85]. По заявлениям правозащитной организации Human Rights Watch[86] и МИД Голландии[87], бомбардировку произвела российская авиация.
  - Одновременно был тяжело ранен корреспондент израильской газеты «Едиот Ахронот» Цадок Йехезкели[88].
- 15 августа:
  - Корреспондентка грузинского телевидения Тамара Урушадзе получила лёгкое ранение в прямом эфире. Предположительно, её ранил снайпер[89].

## Разрушения и потери в технике
По информации главкома Сухопутных войск России, 10 приграничных югоосетинских населённых пунктов «полностью стёрты с лица земли».
Правозащитный центр «Мемориал» сообщал, что грузинские сёла Южной Осетии Кехви, Курта, Ачабети, Тамарашени, Эредви, Ванати, Авневи были практически полностью сожжены. Уничтожение грузинских сёл подтвердил в интервью газете «Коммерсант» Эдуард Кокойты.
17 августа заместитель министра регионального развития РФ Владимир Бланк заявил, что из более чем 7000 зданий в Цхинвале каждое десятое не подлежит восстановлению, а 20 % получили повреждения различной степени. Эта оценка ущерба гораздо ниже приводившихся ранее. В первые дни конфликта в СМИ появлялась информация, что к 9 августа город Цхинвали был почти полностью разрушен; по словам официального представителя правительства Южной Осетии Ирины Гаглоевой, в городе было разрушено около 70 % жилых домов. Впоследствии министр по чрезвычайным ситуациям РФ Сергей Шойгу уточнил, что разрушено более 2500 жилых зданий, из них 1100 не подлежат восстановлению.
По заявлению Александра Брода, «уничтоженный в ходе агрессии Грузии еврейский квартал Цхинвала произвёл на международных представителей угнетающее впечатление». Однако Андрей Илларионов, побывавший, по его словам, в октябре 2008 на развалинах еврейского квартала, заявил, что эта часть города произвела на него впечатление давно заброшенного места. По наблюдениям Илларионова, прямо посреди развалин растут кустарники и деревья высотой до нескольких метров. Квартал действительно был разрушен ещё в войне 1991—1992 годов ракетно-артиллерийскими ударами грузинских войск и военными действиями и покинут жителями.
22 августа вице-спикер парламента Южной Осетии Тарзан Кокойты заявил, что вся территория Южной Осетии, за исключением Ленингорского района, который Грузия считала своим, подверглась обстрелу из тяжёлых орудий и систем залпового огня: «В самом Цхинвале разрушены заводы „Электровибромашина“, „Эмальпровод“, механический, фабрика бельевого трикотажа. Сегодня вести речь о том, что в республике есть своя промышленность, нет смысла».
Во время боёв была обстреляна база российского батальона сил ССПМ в так называемом Южном (Верхнем) Городке на южной окраине Цхинвала, частично уничтожены здания и казарма с наблюдательной вышкой, на которой незаконно размещался наводчик осетинской артиллерии.
Отмечены многочисленные случаи поджогов и мародёрства в приграничных с Южной Осетией сёлах Грузии со стороны югоосетинских формирований.
Власти Грузии обвиняли российские вооружённые силы в вандализме, в том числе в причинении ущерба уникальным историческим памятникам, и в экоциде, а именно поджоге лесов в Боржомском национальном парке в ходе проведения боёв на территории страны.
Сообщалось о разрушении железнодорожного моста в Капском районе Грузии.

### Потери в технике Грузии

#### Потери авиации Грузии

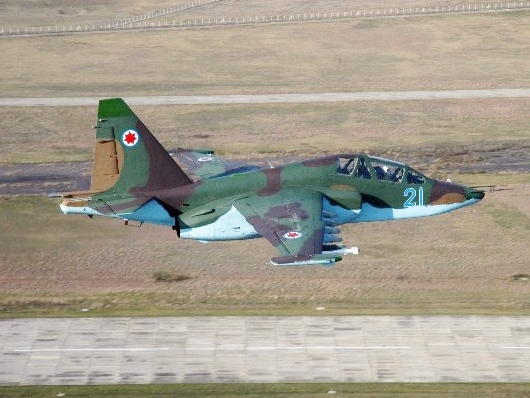
Су-25УБ грузинских ВВС

Всего с южноосетинской и российской стороны в разное время поступила информация о четырёх сбитых грузинских самолётах и одном вертолёте. Грузинская сторона заявила об отсутствии у себя потерь в воздухе, но признала уничтожение трёх Ан-2 на аэродроме Марнеули в результате ударов российской авиации 8 августа. Кроме того, на захваченном аэродроме Сенаки российскими войсками были уничтожены три вертолёта (один Ми-14 и два Ми-24).
Грузинский журнал «Арсенал» заявлял о том, что один грузинский вертолёт (скорее всего, Ми-24) потерпел аварию в ходе боёв. Возможно, речь шла о вертолёте, подбитом 9-го августа из установки ЗУ-23-2.

#### Потери в бронетехнике Грузии

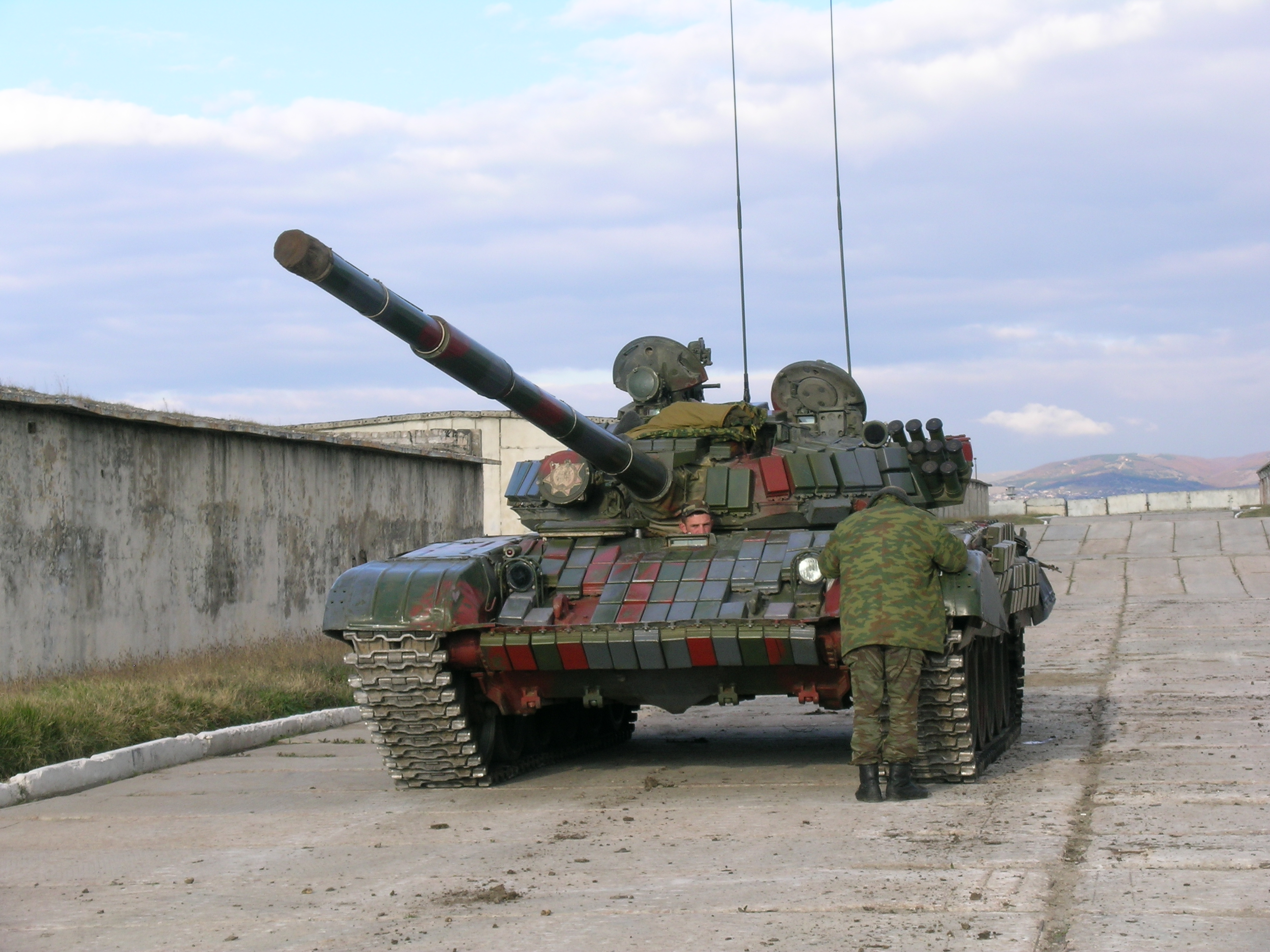
Т-72 грузинской армии

В первый день войны южноосетинские представители заявляли, что к определённому моменту в Цхинвале было подбито 3 грузинских танка, причём о самоличном подбитии одного Т-72 говорил бывший министр обороны непризнанной республики Анатолий Баранкевич.
К исходу первых суток боёв источник в российских силовых структурах заявил, что российские войска уничтожили большое количество грузинской бронетехники. Во время вечернего штурма Цхинвала 9 августа, по данным южноосетинской стороны, было подбито 12 грузинских танков.

#### Потери флота Грузии
Российскими кораблями в ходе морского боя были потоплены два грузинских катера. Как утверждалось, это катера проектов 205 и 1400М «Гриф». По утверждениям журнала «Коммерсантъ-Власть», грузинский флот был уничтожен «почти полностью»: кроме утерянных в бою двух катеров, ещё несколько (до 10) уничтожены с воздуха и затоплены российскими десантниками у причалов в Поти.

#### Трофейная техника
19 августа замначальника Генштаба ВС РФ Анатолий Ноговицын заявил, что часть вооружения и военной техники, оставленная грузинской армией в боевых действиях в Южной Осетии, будет передана российской армии, а другая часть будет уничтожена. По данным Росбалта, российские миротворцы и подразделения захватили в зоне конфликта более 100 единиц бронетехники, в том числе 65 танков. 19 августа пресс-секретарь американского Белого дома Гордон Джондро призвал Россию вернуть американскую военную технику, захваченную во время войны, если таковая имеется. 22 августа замначальника Генштаба ВС РФ Анатолий Ноговицын заявил, что просьба властей США вернуть изъятую у грузинских военных американскую технику некорректна.

### Потери в технике России

#### Потери авиации России

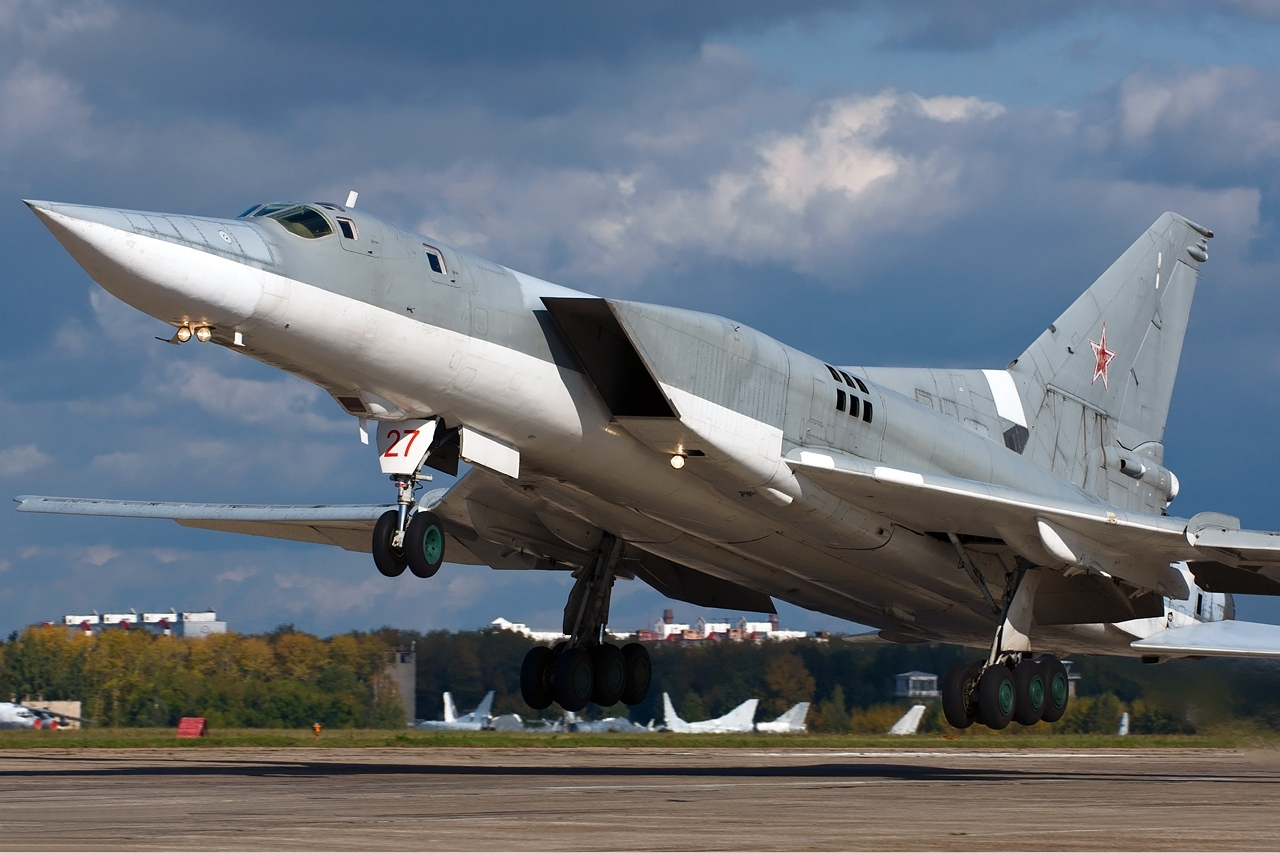
Ту-22М3. Российский самолёт этого типа был сбит в районе боевых действий в ночь на 9 августа

Секретарь Совета национальной безопасности Грузии Александр Ломая и министр Грузии по вопросам реинтеграции Темур Якобашвили заявили 8 августа о сбитии в зоне конфликта 4 российских самолётов; велись поиски обломков и катапультировавшегося пилота, но со стороны МИД РФ эта информация была названа «бредом». В дальнейшем цифра заявленных сбитых самолётов постоянно росла; к концу конфликта грузинская сторона сообщала о 21 сбитом самолёте и 3 вертолётах.
Министерство обороны РФ официально признало потерю четырёх своих самолётов — трёх штурмовиков Су-25 и одного бомбардировщика (или разведчика) Ту-22М3. Кроме того, известно, что после окончания боевых действий, в ночь с 16 на 17 августа в результате несчастного случая при посадке сгорел вертолёт Ми-8 пограничной службы ФСБ РФ.
Некоторые эксперты предполагали, что реальные потери ВВС России несколько выше признанных. Так, руководитель Центра военного прогнозирования Анатолий Цыганок непосредственно по завершении боёв оценил потери российской авиации в семь самолётов (шесть Су-25 и один Ту-22М). По оценке другого эксперта, Саида Аминова, потери российской авиации составили семь самолётов (четыре Су-25, два Су-24 и один Ту-22М) и, возможно, один вертолёт (Ми-24). В июле 2009 года в журнале Moscow Defence Brief была опубликована статья, в которой говорилось о сбитии шести самолётов ВВС России и приводились обстоятельства потери каждого из них; автор статьи Антон Лавров также утверждал, что три из шести сбитых самолётов могли быть поражены «дружественным огнём». 4 августа 2010 года опубликован доклад независимых экспертов — где сказано о 6 сбитых самолётах: три Су-25, два Су-24 и один Ту-22М3.

#### Потери в бронетехнике России
Александр Ломая 9 августа заявил, что грузинскими силами в Южной Осетии подбито 10 единиц российской бронетехники. В конце дня заместитель министра внутренних дел Грузии Эка Згуладзе сообщила об уничтожении 40 российских танков на подступах к Цхинвалу.
Развёрнутая информация имеется о потере лишь 3-х российских танков — Т-72Б(М) (141-го отдельного танкового батальона 19 мсд), Т-62М ((предположительно № 232у) 70-го мотострелкового полка 42 мсд) и Т-72 (№ 321 1-й роты танкового батальона 693-го мотострелкового полка 19 мсд). По остальным якобы подбитым российским танкам свидетельствами служат лишь устные заверения грузинских военных и политиков об обобщённых потерях.
По свидетельству корреспондента Газета.ру Ильи Азара, побывавшего в Цхинвале, российские войска ССПМ в начале боевых действий потеряли большое количество БМП, но без уточнения ни типа, ни общего числа потерянных БМП. 4 августа 2010 года опубликован доклад независимых экспертов — где сказано о следующих потерях: три танка — Т-72Б(М), Т-72Б и Т-62М, девять БМП-1, три БМП-2, два БТР-80, одна БМД-2, три БРДМ-2 и один МТ-ЛБ уничтоженных огнём противника. Из уничтоженной автотехники: 20 единиц на территории российского батальона ССПМ, ещё десять грузовиков ГАЗ-66, входивших в состав минометных батарей 135-го и 693-го мотострелковых полков и два грузовых «Урала».
Заявлений об общем количестве потерянной бронетехники со стороны официальных лиц РФ не было.